# Complexe dunaire de Corrubedo et lagunes de Carregal et Vixán
Le parc naturel des dunes de Corrubedo et lagunes de Carregal et Vixán ou plus simplement le parc naturel de Corrubedo (en galicien : Complexo dunar de Corrubedo e lagoas de Carregal e Vixán) est un parc naturel d'Espagne situé sur le sommet ouest de la péninsule de Barbanza, entre l'estuaire d'Arosa et l'estuaire de Muros et Noia, province de La Corogne, municipalité de Ribeira.

## Caractéristiques
La superficie du parc est de 996,25 hectares et comprend les dunes et la plage à côté des lagunes de Vixán et Carregal. En plus d'être un parc naturel, les dunes de Corrubedo sont également un site Ramsar et appartiennent au réseau Natura 2000.
Il y a deux entrées au parc, celle d'O Vilar et celle d'Olveira, la paroisse dans laquelle se trouvent les dunes, ce qui suscite une controverse sur son nom, car certains considèrent qu'elles devraient s'appeler « Dunes d'Olveira ». À l'entrée d'O Vilar se trouvent le centre d'accueil des visiteurs et le centre d'interprétation de l'écosystème des dunes. Cinq sentiers démarrent depuis les deux entrées.
Le parc dispose d'un phare, le phare de Corrubedo.

## Environnement

### Écosystèmes

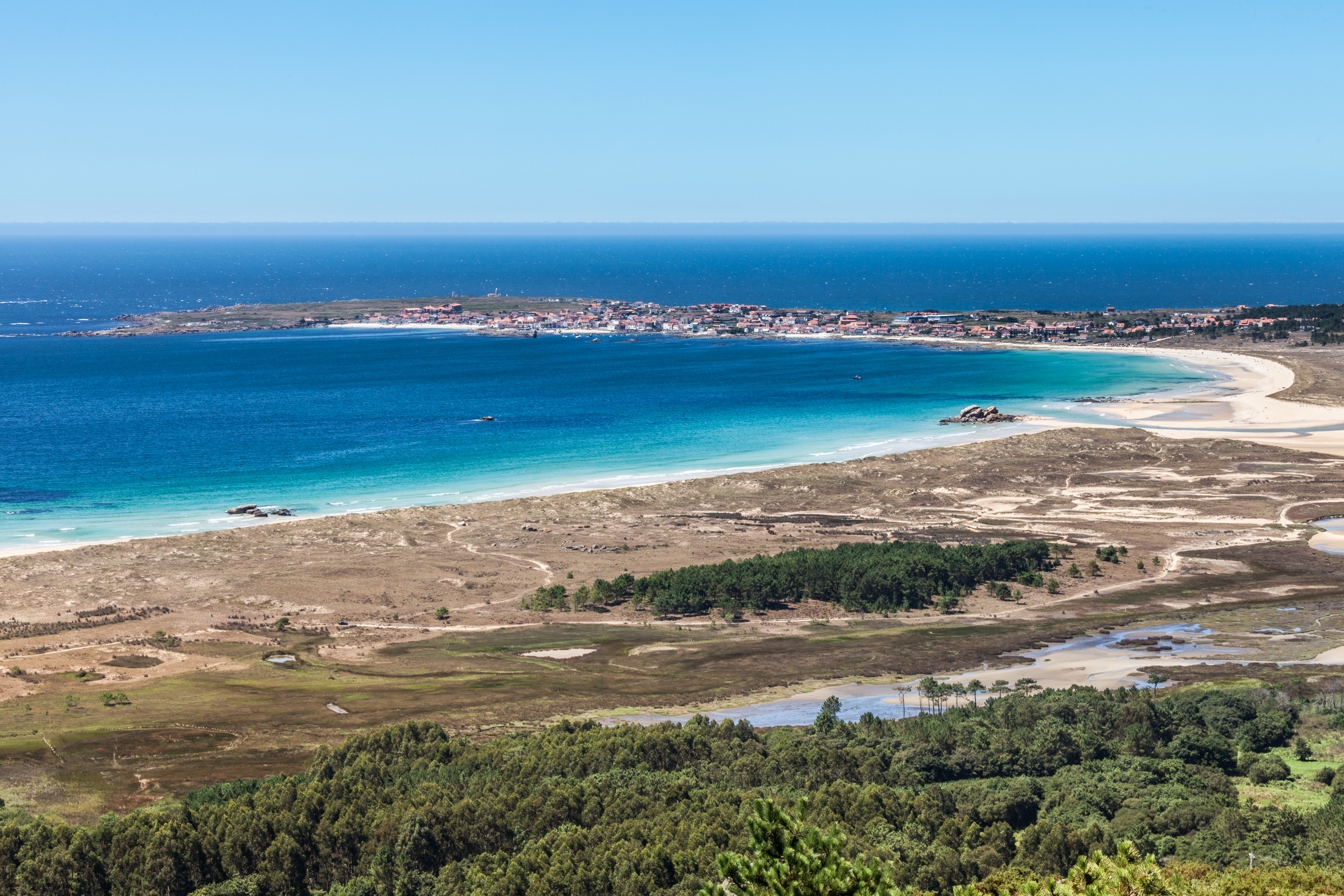
Plage et village de Corrubedo depuis le belvédère de Pedra da Ra.

Le parc naturel de Corrubedo présente différents écosystèmes. Le long banc de sable semi-circulaire forme 4 kilomètres de plage. La zone la plus proche de Corrubedo, formée par les plages de Ladeira et As dunas ou Da Ferreira, a du sable fin et des courants moins prononcés que sur les plages du sud. Après l'embouchure de la lagune de Carregal, s'étendent les plages de Castro, Vilar et Anquieira, avec des sables plus épais et des courants latéraux assez dangereux. Sur les plages, on trouve le cordon dunaire, avec la grande dune mobile, la plus grande de Galice, qui donne la garer son nom. La végétation qui la supporte présente des espèces très précieuses et rares, avec quelques espèces endémiques. S'étendant sur une vaste zone derrière les plages et entre les lagunes se trouvent les dunes végétalisées, couvertes d'une végétation abondante qui présente les espèces les plus importantes. Dans les marais, les eaux salées de la mer se mêlent aux eaux douces du fleuve Longo ou des ruisseaux de Sanchanás et Sirves qui forment la lagune de Carregal. La lagune de Vixán, située à l'extrémité sud du parc et alimentée par le torrent Vilar, est d'eau douce. À la périphérie, des forêts de pins poussent avec des arbres indigènes tels que des chênes.

### Flore
Dans le parc naturel, 247 taxons végétaux sont représentés. On peut trouver des espèces adaptées à la grande aridité et l'instabilité du substrat sableux, le chardon-Marie, ou l'Ammophila qui fixe les crêtes du sable de la plage, d'autres adaptées aux inondations permanentes, des joncs, des roseaux, des renoncules, ou encore des espèces halophytes comme la salicorne. Certaines espèces sont endémiques au nord-ouest de la péninsule et sont considérées comme vulnérables ou en danger d'extinction.

### Faune
Il est important de souligner cette zone pour sa grande richesse faunistique (70% des espèces d'amphibiens et de reptiles présentes en Galice) et dont l'avifaune se distingue avant tout. Les recensements de espèces d'oiseaux aquatiques hivernantes effectués ces dernières années fournissent en moyenne 2 300 individus regroupés en plus de 35 espèces. Certains aussi rares que le pluvier siffleur cohabitent avec des bécasseaux, des huîtriers, des courlis, des aiguilles, sur la plage et les vasières ; colverts, fuligules, foulques, poules d'eau, hérons, sarcelles, grèbes, dans les plans d'eau. Il n'est pas rare d'observer de passage des oiseaux marins tels que des cormorans, des fous de Bassan, des macreuses ou des puffins.

### Protection
- Parc naturel depuis le 5 juin 1992[2].

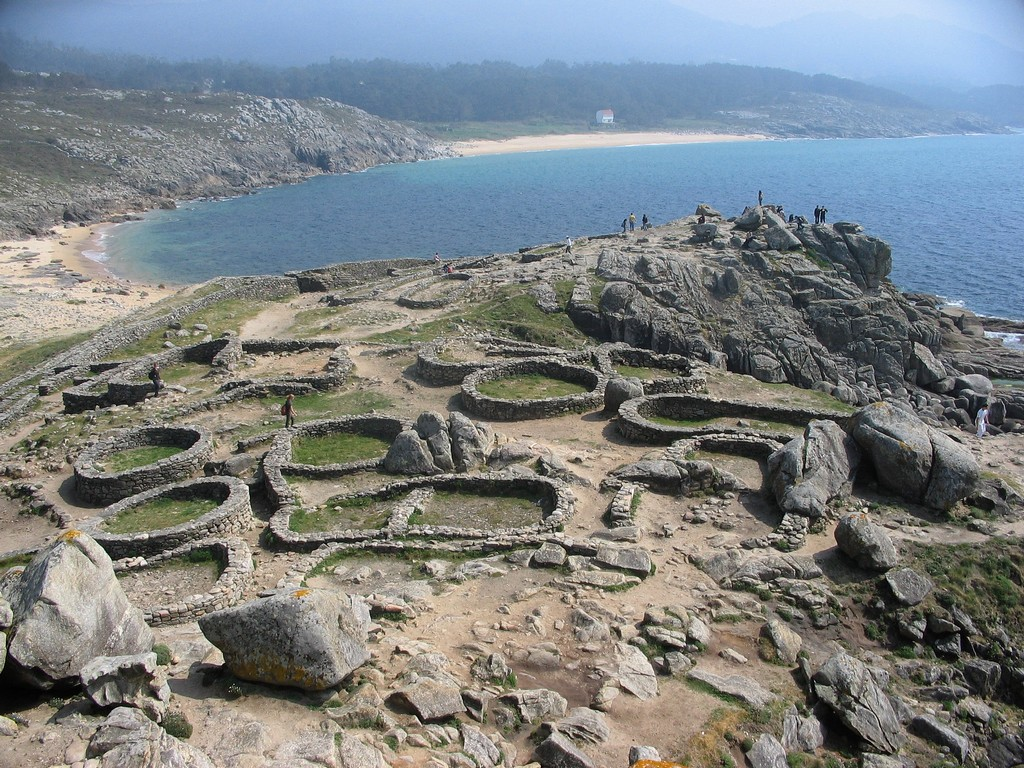
Castro de Baroña.

- Site Ramsar depuis le 10 septembre 1993 sous le nom de Complexe de Corrubedo (n°598)[3].
- Site d'importance communautaire (SIC), depuis  décembre 2017, sous le nom de Complexe humide de Corrubedo[4] et zone de protection spéciale (ZPS) depuis le 27 mars 2014[5] (n°ES1110006).
- Le parc est inclus dans la zone spéciale de conservation (ZSC) du Complexe littoral de Corrubedo depuis le 19 juin 2003 (n°ES0000313)[6].